# سيباستيان جمبرت
سيباستيان جمبرت (بالفرنسية: Sébastien Gimbert)‏ هو متسابق دراجات نارية فرنسي. نافس في سباقات بطولة العالم لفئة 500 سي سي ولفئة 250 سي سي ولفئة 50 سي سي. كما شارك في بطولة العالم للسوبربايك وبطولة العالم للسوبرسبورت.

## وصلات خارجية
- سيباستيان جمبرت على موقع MotoGP.com (الإنجليزية)
- سيباستيان جمبرت على موقع WorldSBK.com (الإنجليزية)

- الموقع الرسمي